# Francisco de Sales Ferreira
Francisco de Sales Ferreira era natural de Lisboa onde nasceu por volta de 1820. Foi casado com D. Joana Elvira da Costa, natural de Luanda, de quem teve 7 filhos. Faleceu em 17 de janeiro de 1857. 
Francisco de Sales Ferreira foi um explorador português do século XIX. Em 1850, comandou uma expedição ao Cassange (Angola) . 
Faleceu no Bembe (Angola), em terras do Presídio do Encoge, com 37 anos, de uma febre perniciosa. Deixando, em Lisboa, viúva e sete filhos menores, o último dos quais ainda por nascer. Apesar da sua tenra idade, em muito contribuiu para serviços do Ultramar. Foi protagonista das expedições de Cassange contra o Jaga Bumba, conseguindo vencer e depor o poderoso chefe negro. Desempenhou várias posições de relevo, em Angola: comandante do depósito de colonos, comandante do Presídio de Pungo Andongo, comandante da Companhia de Sapadores, director do Trem, comandante do Batalhão de Infantaria de Linlo e chefe da Polícia .